# Miguel Hoyos
Miguel Ángel Hoyos Guzmán (ur. 3 marca 1981 w Santa Cruz) – boliwijski piłkarz występujący na pozycji obrońcy. Zawodnik klubu Oriente Petrolero.

## Kariera klubowa
Hoyos zawodową karierę rozpoczynał w 2000 roku w zespole Bolívar. Jego barwy reprezentował przez jeden sezon. W 2001 roku odszedł do Oriente Petrolero. W tym samym roku wywalczył z nim mistrzostwo Boliwii, a w 2002 oraz w 2004 wicemistrzostwo tego kraju. Sezon 2007 spędził na wypożyczeniu w The Strongest. Potem wrócił do Oriente, gdzie grał jeszcze przez jeden sezon.
W 2009 roku ponownie został graczem Bolívaru. W tym samym roku zdobył z nim mistrzostwo fazy Apertura. W 2010 wrócił do Oriente, z którym w tym samym roku wywalczył wicemistrzostwo fazy Apertura oraz mistrzostwo fazy Clausura.

## Kariera reprezentacyjna
W reprezentacji Boliwii Hoyos zadebiutował w 2002 roku. W 2004 roku został powołany do kadry na Copa América. Na tamtym turnieju, zakończonym przez Boliwię na fazie grupowej, nie zagrał ani razu. 26 maja 2007 roku w zremisowanym 1:1 towarzyskim pojedynku z Irlandią strzelił pierwszego gola w drużynie narodowej.
W 2007 roku ponownie uczestniczył w Copa América. Na tamtym turnieju, zakończonym przez Boliwię na fazie grupowej, zagrał w spotkaniach z Wenezuelą (2:2), Urugwajem (0:1) i Peru (2:2).